# Veh Mihr Chapour
Veh Mihr Chapour ou  Vêh Mihr Châhpouhr (mort en 442) est un seigneur iranien du royaume sassanide de Perse et le premier marzbân d'Arménie, de 428 à 442.

## Biographie
En 428, à la demande des nakharark d'Arménie, le roi sassanide Vahram V décide de déposer le roi Artaxias IV d'Arménie et d'abolir la monarchie arsacide en Arménie. Pour gouverner cet ancien royaume devenu province, il nomme le seigneur Veh Mihr Chapour avec le titre de marzbân, ou margrave, et confie la lieutenance royale à un Arménien, Vahan Amatouni. D'autre nobles arméniens disposent d'une position importante dans le pays, comme Archavir Kamsarakan, Sahak Bagratouni, Vasak de Siounie, Vardan Mamikonian et Nerchapouh Arçrouni.
Pendant cette période, Vahram désire que l'Église d'Arménie soit rattachée à l'Église syriaque, d'une part parce que cette Église est la seule Église chrétienne admise dans l'Empire sassanide, d'autre part parce que ce rattachement soustrairait l'Église d'Arménie à l'influence byzantine. À cet effet, pour remplacer le catholicos saint Sahak, déposé en même temps qu'Artaxias, Vahram nomme à ce poste en 428 un Arménien iranophile, Sourmak, qu'il dépose en 429 pour nommer un chrétien syriaque de Perse, Berkicho, lequel est déposé en 432 pour être remplacé par saint Sahak pour le pouvoir spirituel, et par un autre Perse syriaque, Samuel, pour le pouvoir temporel. Samuel, à sa mort en 437, est remplacé par Sourmak, de nouveau catholicos. Saint Sahak, de son côté, se rend à la cour de Vahram et obtient la libération de deux otages arméniens, son petit-fils Vardan Mamikonian et Gazavon. Saint Sahak meurt en 439, suivi en 440 de son collaborateur saint Mesrop, inventeur de l'alphabet arménien.
Veh Mihr Chapour meurt en 442, après une administration considérée comme juste et libérale. Il avait su maintenir l'ordre sans heurter de front le sentiment national. Vasak de Siounie est nommé marzbân à sa place.